# Rapporto Harrison
Il rapporto Harrison fu un resoconto dell'avvocato statunitense Earl G. Harrison, scritto nel luglio 1945 in qualità di rappresentante degli Stati Uniti presso la Commissione intergovernativa sui rifugiati sulle condizioni dei campi profughi nell'Europa del secondo dopoguerra: fu sfruttato per la creazione della Commissione d'inchiesta anglo-americana sul Mandato britannico della Palestina per attuare politiche specifiche nei confronti sia dei rifugiati di guerra ebrei che dei problemi della Palestina.
Dopo che il rapporto fu completato, il presidente Truman inviò una copia al primo ministro britannico Clement Attlee, in merito alla responsabilità della Gran Bretagna per la Palestina. Truman scrisse:"Sulla base di questa e di altre informazioni che mi sono pervenute, concordo nella convinzione che nessun'altra singola questione sia così importante per coloro che conoscono gli orrori dei campi di concentramento da oltre un decennio come lo è il futuro delle possibilità di immigrazione in Palestina".
Gli inglesi risposero negativamente al rapporto incolpando la pressione sionista per la conclusione del rapporto sulla Palestina e suggerendo che anche gli Stati Uniti dovessero accogliere una parte dei rifugiati. Attlee volle che il rapporto rimanesse riservato, ma la sua richiesta fu ignorata.

## Lo scopo del rapporto
Il 15 marzo 1945 il presidente Roosevelt nominò Harrison rappresentante degli Stati Uniti presso la Commissione intergovernativa sui rifugiati.
Il 18 giugno, l'Agenzia ebraica in Palestina inviò una nota dettagliata alle autorità britanniche chiedendo 100.000 permessi di immigrazione per gli sfollati ebrei in Europa.
Il 22 giugno, due mesi dopo la morte di Roosevelt, il presidente Truman chiese a Harrison di condurre un giro di ispezione dei campi che ospitavano gli sfollati in Europa, su sollecitazione del segretario al Tesoro uscente Henry Morgenthau Jr. Harrison fu invitato a indagare sulle condizioni di vita degli sfollati nei paesi liberati dell'Europa occidentale, nella Germania occupata dagli Alleati e nell'Austria occupata dagli Alleati, con particolare riferimento ai profughi ebrei che potessero essere apolidi o non rimpatriabili:
(2) i bisogni di tali persone,

(3) come tali bisogni vengono soddisfatti a presenti dalle autorità militari, dai governi di residenza e dagli organismi di soccorso internazionali e privati, e

(4) le opinioni delle persone eventualmente non rimpatriabili sulle loro destinazioni future.»
Harrison partì all'inizio di luglio a capo di una piccola delegazione comprendente due rappresentanti dell'American Jewish Joint Distribution Committee, Joseph J. Schwartz e Herbert Katzki, quest'ultimo anche lui nel Consiglio per i rifugiati di guerra (in inglese: War Refugee Board), e Patrick Murphy Malin della Commissione intergovernativa sui rifugiati. Il gruppo si divise per visitare complessivamente una trentina di campi: Schwartz si recò nei campi in Germania settentrionale mentre Harrison visitò i campi degli Stati Uniti in Austria e in Baviera. In Germania, Harrison fu accolto dal cappellano dell'esercito americano Abraham Klausner che organizzò personalmente la visita per mostrare la reale natura della situazione degli sfollati in Baviera.

## Il rapporto
Il rapporto fu datato 24 agosto, e incolpò le autorità militari statunitensi per le condizioni orribili descritte:
Harrison mise a confronto queste condizioni di vita con la normalità condotta dalle vicine popolazioni tedesche e si meravigliò della situazione:
Riportò che le autorità statunitensi stavano considerando gli sfollati in gruppi di nazionalità simile, ma le condizioni e la storia dell'antisemitismo nazista richiese il riconoscimento dell'identità distinta di questi sfollati:
Raccomandò al Presidente che a 100.000 sfollati in quei campi fosse permesso di reinsediarsi in Palestina.

## Le conseguenze
Truman inoltrò il rapporto al generale Eisenhower, comandante delle forze americane in Europa. Eisenhower rispose prontamente con una serie di misure per separare gli sfollati ebrei, trovando loro gli alloggi anche se ciò significò lo spostamento dei tedeschi, l'aumento delle razioni e la corsia preferenziale nell'occupazione, forse aiutati dalle informazioni sul contenuto del rapporto prima che raggiungesse Truman. Un altro risultato immediato delle indicazioni di Harrison fu la nomina di un consigliere per gli affari ebraici dell'esercito americano anche in base alle raccomandazioni di diverse organizzazioni ebraiche al segretario alla guerra. Il rabbino Judah P. Nadich fu il primo, seguito nell'ottobre 1945 da Simon H. Rifkind, giudice di New York.
Infine, il rapporto concentrò l'attenzione di Truman e dell'esercito americano sugli ebrei. Truman scrisse a Eisenhower il 31 agosto:
Nel testo fu evidenziata la Palestina stessa come una soluzione possibile e, all'opposto, il controllo britannico dell'immigrazione come una barriera cruciale. Eisenhower rispose dal canto suo con un lungo aggiornamento a Truman a metà ottobre, spiegando i cambiamenti delle condizioni e contestando l'affermazione di Harrison che "le nostre guardie militari stanno ora sostituendo le truppe delle SS". Scrisse che:
Harrison, in un discorso radiofonico, rispose che quanto considerato come miglioramenti da Eisenhower in realtà fu molto al di sotto di quanto richiesto:"Il punto è che non dovrebbero essere in nessun campo, ma in casa. Spostandoli da un campo all'altro difficilmente si può parlare di liberazione".

## La Palestina
Il rapporto di Harrison diede nuovo impulso alla creazione del Comitato d'inchiesta anglo-americano sulla Palestina, Harrison stesso portò avanti una campagna a favore della sua proposta, testimoniando nel gennaio 1946 davanti al Comitato Anglo-Americano. Nel 1946, il New York Times definì il lavoro di Harrison "la prima proposta ufficiale per l'insediamento immediato di 100.000 ebrei in Palestina". Il rapporto fu accreditato da alcuni storici come un passo cruciale nel sostegno degli Stati Uniti allo Stato di Israele.
A giugno fu chiesto alle Nazioni Unite di creare un'agenzia per affrontare i problemi dei deportati negli anni della guerra, in molti poi divenuti apolidi, e si pensò che l'America Latina potesse accoglierne molti.
Il Ministro degli Esteri britannico Ernest Bevin fece riferimento al rapporto in un discorso alla Camera dei Comuni, una settimana dopo il fallimento della Conferenza di Londra del 1946-1947, l'ultimo tentativo britannico di negoziare la pace in Palestina. Nel discorso, incolpò il rapporto per il malumore che ne conseguì: